# Garcinia subfalcata
Garcinia subfalcata là một loài thực vật có hoa trong họ Bứa. Loài này được Y.H.Li & F.N.Wei mô tả khoa học đầu tiên năm 1981.